# Cesare Nosiglia

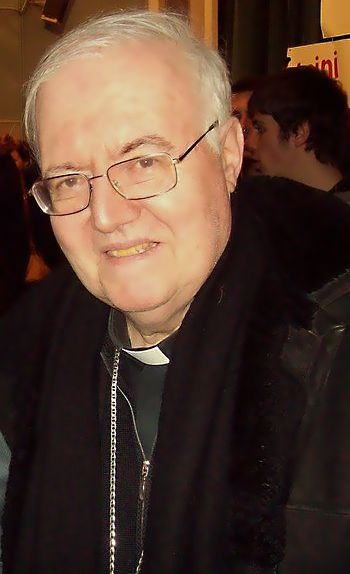
Erzbischof Cesare Nosiglia (2011)

Erzbischofswappen

Cesare Nosiglia (* 5. Oktober 1944 in Rossiglione, Provinz Genua, Italien) ist ein italienischer Geistlicher und emeritierter römisch-katholischer Erzbischof von Turin.

## Leben
Cesare Nosiglia studierte am Priesterseminar in Acqui Terme Katholische Theologie und Philosophie. Am 29. Juni 1968 empfing er das Sakrament der Priesterweihe und wurde in den Klerus des Bistums Acqui inkardiniert. Anschließend setzte er von 1968 bis 1975 seine Studien in Rom fort und erwarb dort das Lizentiat in Theologie an der Päpstlichen Lateranuniversität und das Lizentiat in Bibelwissenschaft am Päpstlichen Bibelinstitut und arbeitete in dieser Zeit als Kooperator in der Seelsorge der römischen Pfarrei San Giovanni Battista De Rossi mit. Von 1971 bis 1983 war er Mitarbeiter im Nationalen Katechistischen Büro der Italienischen Bischofskonferenz und von 1975 bis 1991 Kooperator der Pfarrei San Filippo Neri alla Pineta Sacchetti. Von 1978 bis 1980 war er zudem Dozent für Theologie am Päpstlichen Athenaeum Sant’Anselmo und von 1983 bis 1986 zunächst Vizedirektor, von 1986 bis 1991 dann Direktor des Nationalen Katechistischen Büros. Papst Johannes Paul II. verlieh ihm am 11. September 1985 den Titel Kaplan Seiner Heiligkeit (Monsignore).
Am 6. Juli 1991 ernannte ihn Johannes Paul II. zum Titularbischof von Victoriana und zum Weihbischof für das Bistum Rom mit Zuständigkeit für den Sektor West. Die Bischofsweihe spendete ihm Kardinalvikar Camillo Ruini am 14. September desselben Jahres in der Lateranbasilika; Mitkonsekratoren waren der Bischof von Acqui, Livio Maritano, und der emeritierte Bischof von Novara, Aldo Del Monte. Als Wahlspruch wählte er Caritas congaudet veritati. Während der Diözesansynode des Bistums Rom hatte er die Ämter des Generalrelators und des Präsidenten der postsynodalen Kommission inne. Am 19. Juli 1996 berief ihn Johannes Paul II. zum Viceregente für das Bistum Rom und verlieh ihm den Titel eines Erzbischofs ad personam. Zudem war er ab diesem Zeitpunkt als Weihbischof für den Seelsorgesektor Ost zuständig.
Am 6. Oktober 2003 wurde er unter Beibehaltung seines Titels als Erzbischof zum Bischof von Vicenza ernannt.
Papst Benedikt XVI. ernannte ihn am 11. Oktober 2010 zum Erzbischof von Turin. Die feierliche Amtseinführung (Inthronisation) fand am 21. November desselben Jahres statt. Bis zur Amtseinführung des neuen Bischofs von Vicenza im April 2011 leitete Cesare Nosiglia die Diözese als Apostolischer Administrator.
Vom 12. Oktober 2019 bis zur Amtseinführung des neuen Bischofs Roberto Repole am 8. Mai 2022 verwaltete er zusätzlich das vakante Bistum Susa als Apostolischer Administrator.
Am 19. Februar 2022 nahm Papst Franziskus seinen altersbedingten Rücktritt an.